# Luigi Comencini
Luigi Comencini (Salò, 8 giugno 1916 – Roma, 6 aprile 2007) è stato un regista, sceneggiatore, critico cinematografico e fotografo italiano.
Ha diretto nella sua carriera i maggiori attori italiani, fra cui Vittorio De Sica e Gina Lollobrigida in Pane, amore e fantasia, film con il quale ha lanciato la commedia all'italiana, di cui è stato uno dei massimi esponenti insieme a Mario Monicelli, Dino Risi ed Ettore Scola.
Era sposato con la principessa Giulia Grifeo di Partanna, con la quale ebbe quattro figlie: le registe Cristina e Francesca (che ha collaborato alla regia del suo ultimo lavoro, un remake di Marcellino pane e vino), la scenografa Paola e la direttrice di produzione Eleonora. Fu inoltre il nonno materno del politico Carlo Calenda, figlio di Cristina, ministro nel governo Renzi e nel governo Gentiloni.
È altresì noto per aver diretto Le avventure di Pinocchio, uno tra gli adattamenti più celebri del famoso romanzo per ragazzi.

## Biografia

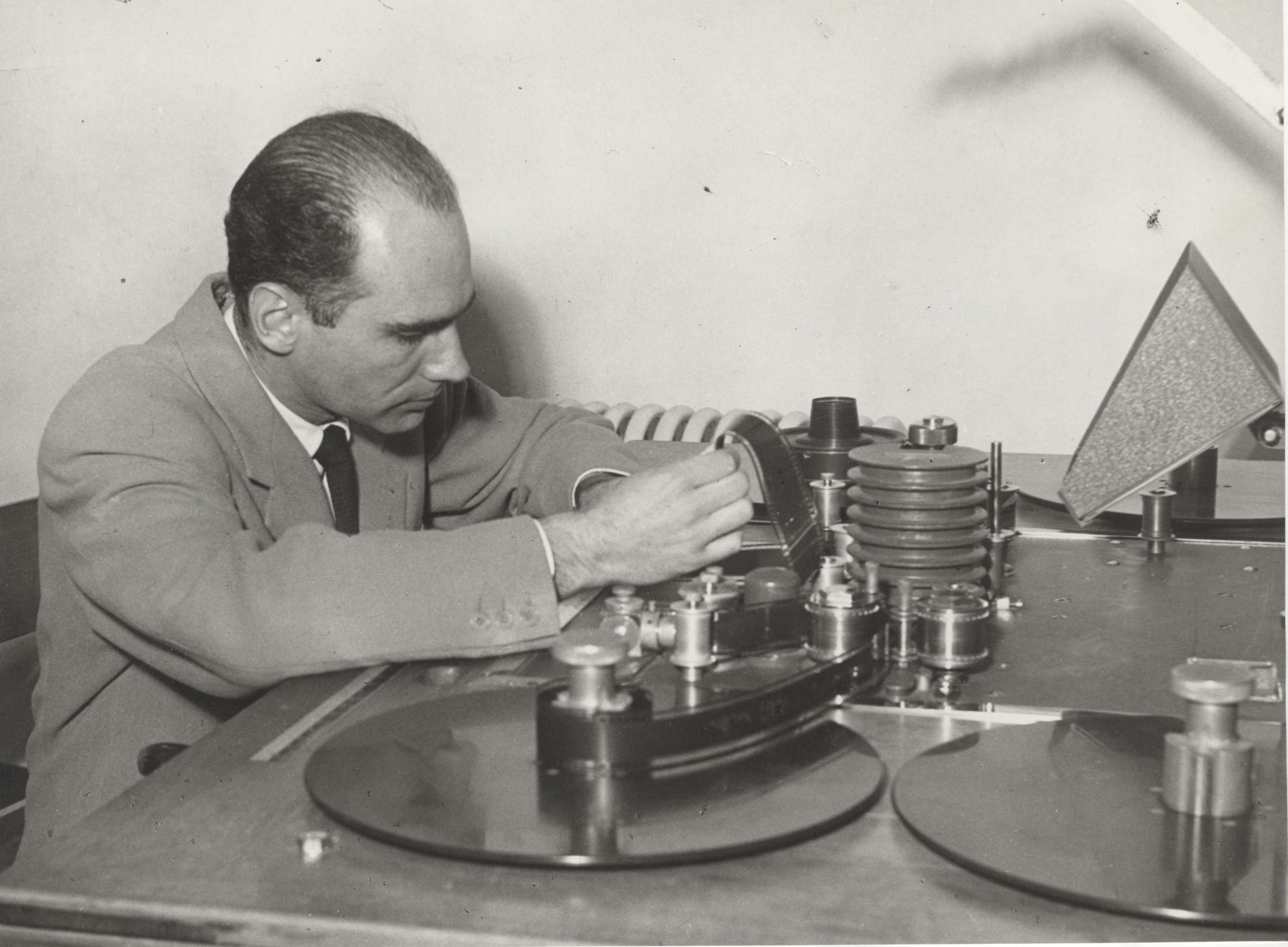
Luigi Comencini mentre osserva un fotogramma alla moviola nel 1960

### Nascita e prime opere
Nacque a Salò, un comune del bresciano situato sulla riva del Lago di Garda, nel 1916 in una famiglia di religione valdese, figlio di Cesare e Maria Magdalena, detta Mimì. Trascorre l'infanzia ad Agen, nella Francia meridionale, al seguito del padre ingegnere, dove comincia a interessarsi di cinema. Al rientro in Italia, studia architettura al Politecnico di Milano; in quegli anni, essendo iscritto al GUF, partecipa ai Littoriali della cultura e dell'arte, di cui vinse un'edizione.
Fin dagli esordi, con il cortometraggio Bambini in città (1946) e il suo primo film Proibito rubare (1948), mostra un particolare interesse per il periodo dell'infanzia/adolescenza, un tema che lo accompagnerà per tutta la sua carriera. In seguito lavora come architetto e come critico cinematografico: insieme al fratello Gianni e ad Alberto Lattuada, fonda la Cineteca Italiana. Nel dopoguerra si cimentò anche come fotografo: scattò ritratti fotografici di personaggi popolari, di campagne e piccoli paesi.

### Pane, amore e fantasiae il successo

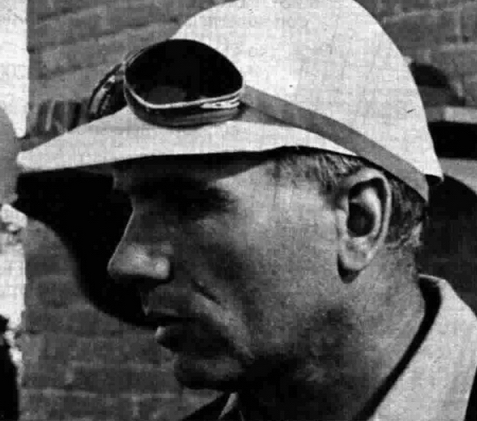
Luigi Comencini nel 1969

Il suo primo film di successo risale al 1953, quando dirige De Sica e la Lollobrigida in Pane, amore e fantasia (1953), seguito, l'anno successivo, da Pane, amore e gelosia.
Abbandonata la saga, e dopo alcuni film di compromesso (a parte La finestra sul Luna Park, 1957, uscito in sordina e oggi ritenuto uno dei suoi migliori), dirige Alberto Sordi in quello che è generalmente considerato il suo capolavoro, Tutti a casa (1960), tragicommedia sull'Italia del dopo 8 settembre. Sul tema della Resistenza realizza anche La ragazza di Bube (1963), dall'omonimo romanzo di Carlo Cassola; seguono, il drammatico Incompreso (1966), e Infanzia, vocazione e prime esperienze di Giacomo Casanova, veneziano (1970).

### La collaborazione con la Rai per i documentari e le inchieste e gli ultimi anni

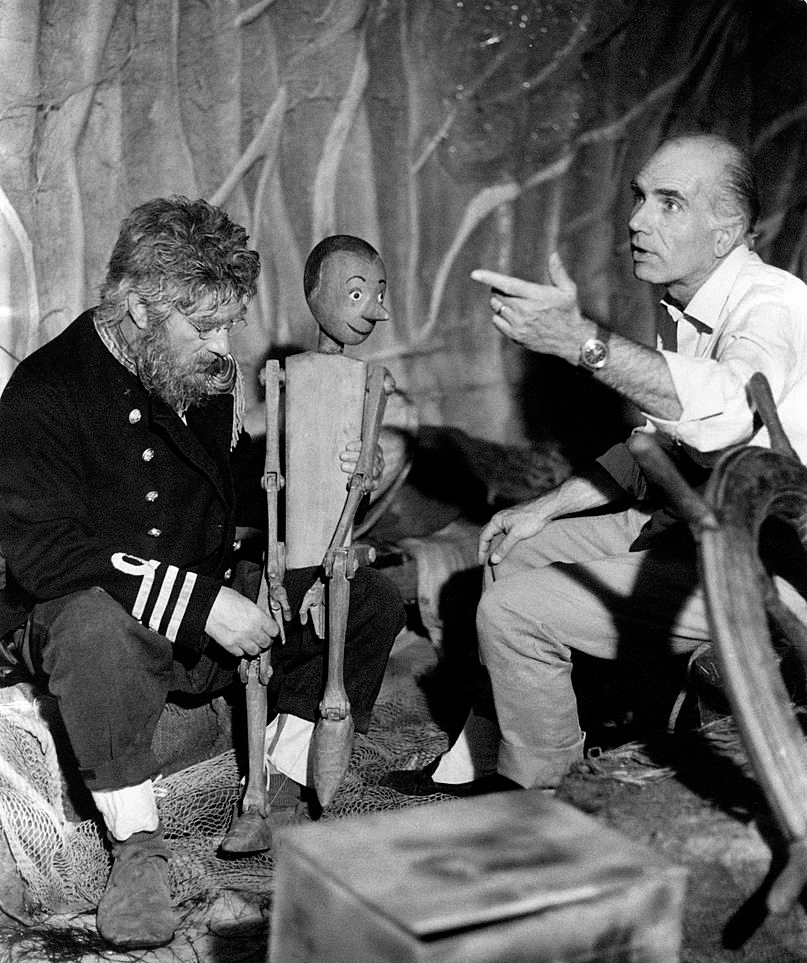
Manfredi e Luigi Comencini sul set de Le avventure di Pinocchio (1971)

Per la televisione, dopo l'inchiesta I bambini e noi (1971), dirige sceneggiati di grande successo quali Le avventure di Pinocchio (1972), Cuore (1984) e La Storia (1986); tra i suoi ultimi lavori cinematografici vanno ricordati Voltati Eugenio (1980), Cercasi Gesù (1982), Un ragazzo di Calabria (1987), Buon Natale... buon anno (1989) e Marcellino pane e vino (1992), con cui si congeda per l'aggravarsi della malattia di Parkinson, diagnosticatagli una quindicina di anni prima.
Dopo aver pubblicato il libro autobiografico Infanzia, vocazione, esperienze di un regista (1999), Luigi Comencini muore a Roma il 6 aprile 2007, all'età di 90 anni, per complicazioni della patologia neurodegenerativa. È sepolto nel cimitero di Prima Porta.

## Il filone documentaristico per la Rai

### I bambini e noi
I bambini e noi, diviso in sei episodi, fu realizzato per la Rai nel 1970 e andò in onda nel 1978 con l'aggiunta di alcune registrazioni effettuate successivamente.
Comencini intervista bambini di diverse regioni italiane e diverse condizioni sociali, ma principalmente i più poveri, andandoli a trovare nelle periferie delle grandi città o nelle campagne.
Commentando la sua inchiesta dichiarò: "Non mi sono mai messo nella condizione di colui che vuole 'illustrare' le sue idee, ma ho cercato di farmi un'idea attraverso l'esame della realtà".
I bambini e noi, avendo ispirato molta della produzione successiva del regista, è stato considerato "uno strappo nella carriera di Comencini, una lacerazione attraverso cui il reale farà irruzione nel suo cinema, contaminando la finzione, ammalandola di realtà".
Uno dei bambini intervistati, Domenico Santoro, nel 1972 interpreterà il ruolo di Lucignolo nello sceneggiato televisivo Le avventure di Pinocchio, sotto la regia dello stesso Comencini.

### L'amore in Italia
Viene nuovamente ingaggiato dalla Rai nel 1976 per un documentario sul tema dell'eros 'visto' dall'italiano medio dell'epoca. L'inchiesta, con il titolo "L'amore in Italia", fu mandata in onda nel dicembre 1978 su Rai 1 in cinque puntate, e fu firmata, quali coautori, da Fabio Pellarin e Italo Moscati. Le interviste furono girate, in tutta l'Italia, tra il febbraio del 1977 e l'aprile del 1978.
Elenco e titoli delle puntate:
1. La donna è mia e ne faccio quello che mi pare
2. La fortuna di avere marito
3. Innamorati
4. Ad occhi aperti
5. A che cosa serve l'educazione sessuale?

A seguito della messa in onda, nel 1979, uscì un libro con lo stesso titolo del programma, edito da Arnoldo Mondadori Editore, comprensivo di tutte le interviste, incluse quelle montate ma poi non trasmesse, per varie ragioni, in televisione.
Le cinque puntate della serie sono attualmente consultabili in streaming sul sito RaiPlay.

## Filmografia

Tutti a casa (1960)

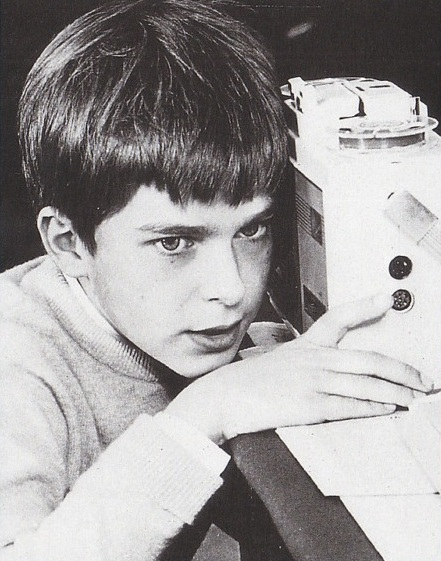
Incompreso (1966)

### Cinema
- Proibito rubare (1948)
- L'imperatore di Capri (1949)
- Persiane chiuse (1951)
- La tratta delle bianche (1952)
- Heidi - Son tornata per te (1952)
- La valigia dei sogni (1953)
- Pane, amore e fantasia (1953)
- Pane, amore e gelosia (1954)
- La bella di Roma (1955)
- La finestra sul Luna Park (1957)
- Mariti in città (1957)
- Mogli pericolose (1958)
- E ciò al lunedì mattina (Und das am Montagmorgen) (1959)
- Le sorprese dell'amore (1959)
- Tutti a casa (1960)
- A cavallo della tigre (1961)
- Il commissario (1962)
- La ragazza di Bube (1963)
- Fatebenefratelli, episodio di 3 notti d'amore (1964)
- Eritrea, episodio di La mia signora (1964)
- Il trattato di eugenetica, episodio di Le bambole (1965)
- La bugiarda (1965)
- Il compagno don Camillo (1965)
- Incompreso (1966)
- Italian Secret Service (1968)
- Infanzia, vocazione e prime esperienze di Giacomo Casanova, veneziano (1969)
- Senza sapere niente di lei (1969)
- Lo scopone scientifico (1972)
- Delitto d'amore (1974)
- Mio Dio, come sono caduta in basso! (1974)
- La donna della domenica (1975)
- Signore e signori, buonanotte (1976) - Co-regia
- L'equivoco, episodio di Basta che non si sappia in giro (1976)
- L'ascensore, episodio di Quelle strane occasioni (1976)
- Il gatto (1977)
- L'ingorgo (1979)
- Voltati Eugenio (1980)
- Cercasi Gesù (1982)
- Un ragazzo di Calabria (1987)
- La bohème (1988)
- Buon Natale... buon anno (1989)
- Marcellino pane e vino (1991)

### Televisione
- I bambini e noi – serie TV documentaristica (1970)
- Le avventure di Pinocchio – miniserie TV (1972)
- L'amore in Italia – serie TV documentaristica (1978)
- Il matrimonio di Caterina, episodio della serie TV Dieci registi italiani, dieci racconti italiani (1983)
- Cuore – miniserie TV (1984)
- La Storia – miniserie TV (1986)
- Pèlerinage à Agen e Les Gaulois, episodi della miniserie TV Les français vus par (1988)

### Cortometraggi
- Bambini in città (1946)
- L'ospedale del delitto (1950)
- Il museo dei sogni (1950)

### Documentari
- La novelletta (1937)
- Bambini in città (1946)

## Riconoscimenti
- Mostra Internazionale d'Arte Cinematografica di Venezia
  - 1946 - Coppa dell'Istituto Nazionale Luce al migliore documentario italiano per Bambini in città
  - 1946 - Menzione speciale della critica internazionale per un documentario per Bambini in città
  - 1986 - Premio Pietro Bianchi
  - 1987 - Leone d'oro alla carriera
  - 1987 - In concorso per il Leone d'oro al miglior film con Un ragazzo di Calabria
- Festival internazionale del cinema di Berlino
  - 1954 - Orso d'argento per Pane, amore e fantasia
  - 1957 - In concorso per l'Orso d'oro con La finestra sul Luna Park
  - 1959 - In concorso per l'Orso d'oro con E ciò al lunedì mattina
  - 1964 - In concorso per l'Orso d'oro con La ragazza di Bube
- Festival di Cannes
  - 1946 - In concorso per il Grand Prix du Festival International du Film con Bambini in città
  - 1967 - In concorso per la Palma d'oro con Incompreso
  - 1974 - In concorso per la Palma d'oro con Delitto d'amore
  - 1979 - In concorso per la Palma d'oro con L'ingorgo
- David di Donatello
  - 1967 - Miglior regista per Incompreso
  - 1981 - Candidatura al miglior regista per Voltati Eugenio
- Nastro d'argento
  - 1947 - Miglior documentario per Bambini in città
  - 1982 - Miglior soggetto originale per Cercasi Gesù
- Festival cinematografico internazionale di Mosca
  - 1961 - Premio d'Oro speciale per Tutti a casa
  - 1961 - In concorso per il Grand Prix con Tutti a casa
- Semana Internacional de Cine de Valladolid
  - 1961 - Premio FIPRESCI per Tutti a casa